# 용인 보정동 고분군
용인 보정동 고분군(龍仁 寶亭洞 古墳群)은 대한민국 경기도 용인시 기흥구 보정동에 있는 신라의 고분군이다. 2009년 6월 24일 대한민국의 사적 제500호로 지정되었다.

## 개요

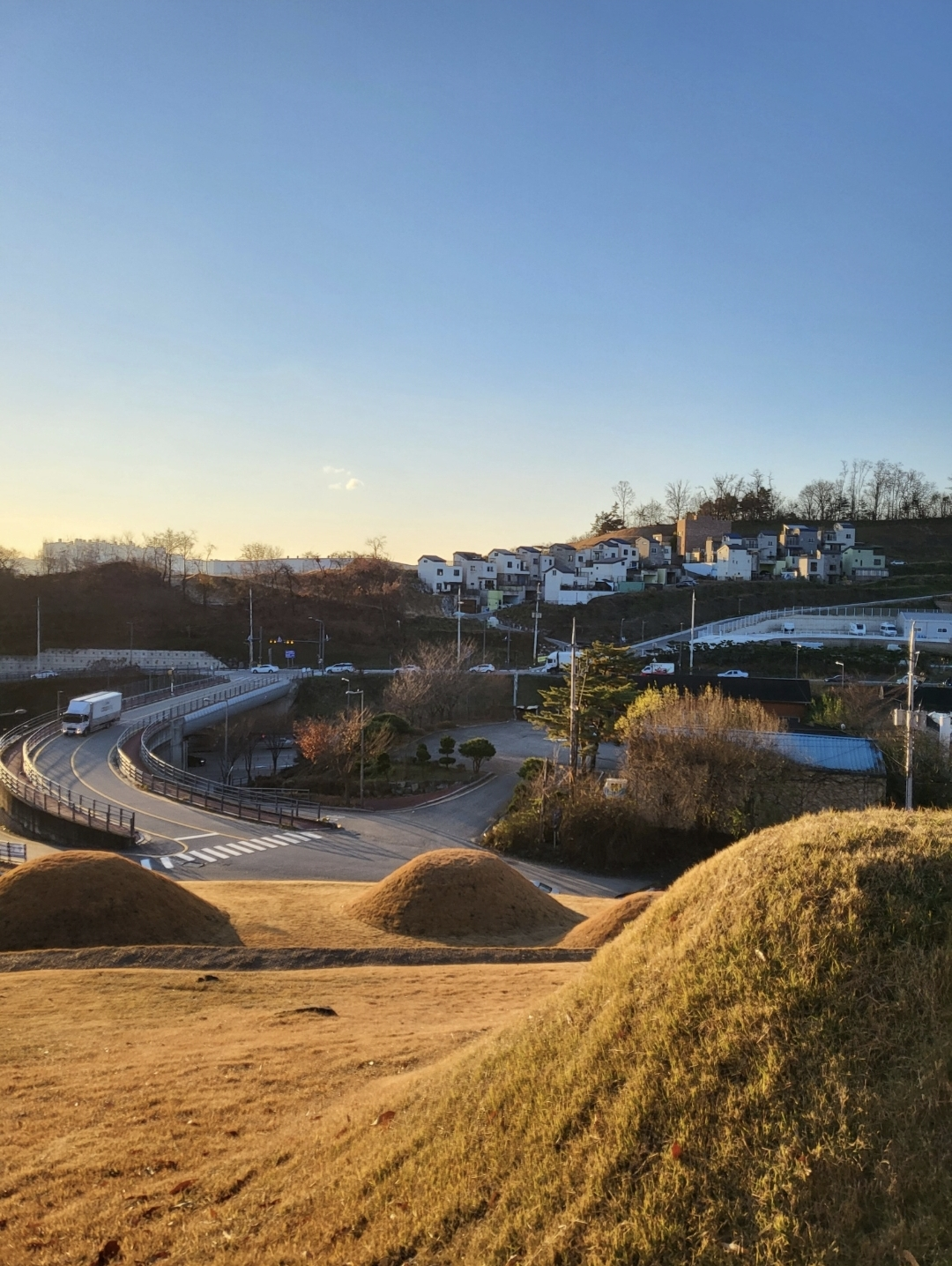
용인 보정동 고분군(삼막곡) 신라 6~9C

용인 보정동 삼막곡에 있는 보정동 고분군은 중부지역에 위치하는 신라시대의 대규모 고분군으로 약 130여개의 무덤이 넓게 펼쳐져 있다. 보정동 고분군의 중심시기는 6세기 후반 신라가 한강유역 진출 후 9세기까지 신라가 한강유역을 점유한 시기이다. 신라의 한강 진출 과정에서 탄천과 탄천의 지류인 성복천 주변의 지역은 매우 중요한 교두보였고 인근의 할미산성, 석성산성과 더불어 신라 세력의 성장을 상징하는 중요한 유적이다. 특히 이 주변 동천동, 마북동, 성복동, 죽전동, 풍덕천동에서는 백제 한성시기 주거지는 물론 껴묻거리 흔적이 보이는 고구려 무덤과 고구려, 신라 마을터가 계속 조사되고 있어 이 일대는 삼국이 서로 차지하려고 하는 거점이였음을 분명하게 알 수 있다. 중부지역의 신라 고분군 중 보정동 고분군처럼 장기간에 걸쳐 대규모로 조성된 고분군은 흔치 않아 학술적으로 가치가 높다. 대표적인 유구는 돌덧널무덤과 돌방무덤으로 돌을 네모나게 쌓아 시신을 모시는 공간을 만들고 뚜껑돌을 덮은 형태의 무덤이다. 신라 무덤으로는 고분군 주위에 호석이 발견되고 있으며 출토유물과 관련해서 피장자의 성격을 재지세력이 아닌 경주와 밀접한 진골 지배세력으로 추정할 수 있다. 내부에서는 굽다리긴목항아리, 굽다리접시, 짧은목항아리, 청동허리띠장식, 금제허리띠장식 등의 중요한 유물이 발굴되었다. 충청 이북지역에서 확인된 신라고분군 중 가장 장기간에 걸친 유적으로서 학술적 가치가 매우 크다.
충청·경기지역 소재 신라고분군 중 《충주 누암리 고분군》, 《여주 매룡리 고분군》에 필적하는 것으로서 지금까지 발굴결과 유구가 잘 남아있고 유물도 다수 출토되는 등 역사적, 학술적 가치가 뛰어나다.

## 명칭 변경
당초 문화재 지정명칭은 용인보정동고분군(龍仁寶亭洞古墳群)이었으나, 2011년 7월 28일 현재의 명칭으로 변경되었다.

## 건축행위 허용기준
2020년 2월 7일 문화재청은 「문화재보호법」제13조 및「토지이용규제기본법」제8조에 따라 제500호「용인 보정동 고분군」의 역사문화환경 보존지역 내 건축행위 등에 관한 허용기준을 고시하였다.

## 현지 안내문
용인보정동고분군은 소실봉에서 남쪽으로 뻗은 주능선과 가지능선에 위치하는 신라 ~ 통일신라시대의 고분군으로 경기도에서 몇 안되는 대형고분군이다. 조성시기는 6세기 후반 신라가 한강유역에 진출 한 뒤부터 9세기까지이며 충청도 이북 지역에서 확인된 신라고분군중 가장 장기간에 걸쳐 조성되었다. 추정 고분을 포함하여 130여기에 달하는 고분이 있으며 이 중 일부가 발굴조사 되었다. 지금까지 조사된 고분은 횡구식석실묘(橫口式石室墓)가 주를 이룬다. 주요 출토유물로는 통일기 이전의 전형적인 신라 후기양식토기인 단각고배(短脚高杯)와 부가구연대부장경호(附加口緣臺附長頸壺), 통일양식토기인 인화문(印花文) 토기 등이 있으며 그 밖에 유개고배(有蓋高盃), 유개대부완(有蓋臺附碗), 유개대부발(有蓋臺附鉢), 단경호(短頸壺), 청동대금구(靑銅帶金具), 철제관정(鐵製棺釘) 등이 있다.

## 같이 보기
- 충주 누암리 고분군 (사적 제463호)
- 여주 매룡리 고분군 (경기도 기념물 제180호)

## 참고 자료
- 용인 보정동 고분군 - 국가유산청 국가유산포털